# Alexia Barlier
Alexia Barlier (Neuilly-sur-Seine, 21 december 1982) is een Frans-Nieuw-Zeelandse actrice.

## Biografie
Alexia Barlier werd in 1982 geboren en groeide op in Parijs als dochter van een Nieuw-Zeelandse balletdanseres en een Franse kunsthandelaar en werd tweetalig opgevoed. Ze volgde vanaf 14-jarige leeftijd theaterlessen, eerst gedurende drie jaar de Cours Simon en vervolgens de Cours Viriot en lessen bij het Laboratoire de l’Acteur, geleid door Hélène Zidi. Barlier behaalde in 2005 een Master in "Communicatie en media" aan de Université Sorbonne-Nouvelle in Parijs.
In 2002 maakte Barlier haar filmdebuut in de film Vingt-quatre heures de la vie d'une femme. Op het filmfestival van Cannes 2007 speelde Barlier in twee kortfilms van de gebroeders Arnaud en Jean-Marie Larrieu in het kader van Talents Cannes. In 2009 speelde ze de hoofdrol in de Franse televisieserie Kali. Barlier acteert zowel in speelfilms als in televisieseries en had belangrijke rollen in de Franse televisieseries Falco (2013-2016) en La Fôret (2017), dat grotendeels in de Belgische Ardennen gefilmd werd.

## Filmografie

### Films
- 2016: Tout schuss - Elsa
- 2016: 13 Hours: The Secret Soldiers of Benghazi - Sona Jilliani
- 2014: Tu veux ou tu veux pas - Daphné
- 2014: L'affaire SK1 - Solange Doumic
- 2014: What We Did on Our Holiday - Françoise Dupré
- 2013: ADN, l'âme de la terre - Keyra
- 2013: Amitiés sincères - Isabelle
- 2008: Fast Track: No Limits - Nicole Devereaux
- 2007: Dialogue avec mon jardinier - Magda
- 2006: Les Ambitieux - Barbara
- 2004: Vipère au poing - Kitty
- 2002: Vingt-quatre heures de la vie d'une femme - Kate

### Korte films
- 2014: Missing Thomas - Solène
- 2011: Carlyle's Hands voor de serie  Random Acts van Channel 4 UK
- 2011: L'Homme d'Ailleurs
- 2007: Les Comédiennes (Persévère dans ton être) (kortfilm in het kader van Talents Cannes 2007)
- 2007: Les Comédiennes (À chacune sa rue) (kortfilm in het kader van Talents Cannes 2007)

### Televisie
- 2021-2023: Sophie Cross - Sophie Cross
- 2017: Imposture - Lili
- 2017: La Forêt - Eve Mendel
- 2016: Les Petits Meurtres d'Agatha Christie (seizoen 4) - Diane Clément-Roussel
- 2015: Nina (televisieserie) - Dr Hélène Maurier
- 2015: Ainsi soient-ils (seizoen 3)
- 2013 - 2016: Falco (televisieserie) - Eva Blum, politieagente
- 2012: Fais pas ci, fais pas ça (televisieserie)
- 2010 - 2014: La Loi selon Bartoli (televisieserie) - Nadia Martinez
- 2010: Tempêtes - Josiane
- 2009: Kali (televisieserie) - Kaly
- 2008: Sœur Thérèse.com - Alice Kenza (Seizoen 7, aflevering 1 "Meurtre au grand bain")
- 2007: RIS, police scientifique - Caroline, tennisster (seizoen 3, aflevering "Fanatique")
- 2007: Alice Nevers, le juge est une femme (seizoen 6 aflevering 2 "Liquidation totale") - Karine
- 2006: RIS, police scientifique - kassierster PMU (seizoen 1, aflevering 6)
- 2005: Alice Nevers, le juge est une femme (seizoen 4 aflevering 1 "La petite marchande de fleurs") - Mademoiselle Armelle Richard

## Theater
- 2006: La Danse de l’Albatros, Théâtre Montparnasse